# Atschi-Su
Atschi-Su (russisch Ачи-Су́) ist eine Siedlung städtischen Typs in der Republik Dagestan in Russland mit 1679 Einwohnern (Stand 14. Oktober 2010).

## Geographie
Die Siedlung liegt knapp 40 km Luftlinie südsüdöstlich der Republikhauptstadt Machatschkala im östlichen Randbereich des Großen Kaukasus. Das Ortszentrum befindet sich etwa 5 km von der Küste des Kaspischen Meeres entfernt, unweit des linken Ufers des namensgebenden Flusses Atschisu. Etwa 3 km östlich befindet sich am Fuß der Berge, näher zur Küste, ein weiterer Ortsteil (bis in die 1990er-Jahre eigenständig als Siedlung bei der Bahnstation Atschi).
Atschi-Su gehört zum Rajon Karabudachkentski und liegt gut 10 km südwestlich von dessen Verwaltungszentrum Karabudachkent. Es ist Sitz und einzige Ortschaft der Stadtgemeinde (gorodskoje posselenije) Possjolok Atschi-Su. Die Siedlung ist überwiegend von Darginern bewohnt.

## Geschichte
Der Ort entstand in den 1930er-Jahren im Zusammenhang mit der Erschließung von Erdölvorkommen in dem Gebiet. 1938 erhielt er als Arbeitersiedlung den Status einer Siedlung städtischen Typs, den er auch nach der weitgehenden Erschöpfung der Erdöllagerstätte in diesem Bereich in den 1950er-Jahren behielt. Mit der Verleihung der Stadtrechte an das knapp 20 km südöstlich gelegene Isberbasch 1949 wurde Atschi-Su dessen Verwaltung unterstellt. In den 1960er-Jahren wurde die Schreibweise Atschisu (Ачису; auch Atschissu) offiziell. Im Rahmen der munizipalen Verwaltungsreform in Russland wurde die Siedlung 2006 wieder dem Karabudachkentski rajon zugeordnet und die ursprüngliche Schreibweise wiederhergestellt.

### Bevölkerungsentwicklung
| Jahr | Einwohner |
| ---- | --------- |
| 1939 | 1736      |
| 1959 | 1040      |
| 1970 | 1165      |
| 1979 | 1037      |
| 1989 | 1161      |
| 2002 | 1622      |
| 2010 | 1679      |

Anmerkung: Volkszählungsdaten

## Verkehr
Beim östlichen Ortsteil verläuft die zur aserbaidschanischen Grenze führende föderale Fernstraße R217 Kawkas (zugleich Teil der Europastraße 119). Dort befindet sich auch die Bahnstation Atschi bei Kilometer 2326 (ab Moskau) der auf diesem Abschnitt 1900 eröffneten und seit 1978 elektrifizierten Strecke Rostow am Don – Machatschkala – Baku. Unweit westlich des Hauptteils von Atschi-Su verläuft eine Lokalstraße, die das 6 km südöstlich gelegene Dorf Ullubijaul mit dem Rajonzentrum Karabudachkent verbindet.